# بسام براك
بسام براك (-) إعلامي
لبناني اشتهر بتقديم نشرات الأخبار والبرامج المتعلقة باللغة العربية

## حياته الأسرية
متزوج من السيدة دينيز ولديه ثلاثة أبناء هم غدي ورنيم ونينار 

## مشواره المهني
بد أ مسيرته في المجال الإعلامي المسموع والمرئي والمكتوب عام كانت عام 1991 من خلال شاشة «المؤسسة اللبنانية للإرسال» وإذاعة صوت لبنان حيث قدم نشرات الأخبار وقام بتغطية أهم الأحداث السياسية والثقافية على الصعيد المحلي والدولي كما قدم برنامج «خبرة عمر» ضيوفه من المنتمين إلى قطاعات مختلفة، رجال فكر وثقافة وسياسيين وناشطين سابقين أو حاليين عام 2008 
عام 2010 انتقل إلى تلفزيون المستقبل بعد تلقيه عرضا حيث قدم أخبار المستقبل وتفرغ لعقد دورات تدريبية مختصة باللغة العربية
عمل كمدرب فن الأداء الإخباري والإلقاء بالفصحى في مؤسسات إعلامية في لبنان والخارج وضمن برامج مباريات منها برنامج «مذيع العرب» وهو أستاذ جامعي في كلية الإعلام في الجامعة الأنطونية، منسق اللغة العربية ومقدم مؤتمرات وندوات وبرنامج التباري في الإملاء عبر شاشة ال بي سي. أهم نشاطاته مباراة الإملاء باللغة العربية بعنوان «املاؤنا لغتنا»، التي نظمتها الجامعة الأنطونية، لمناسبة اليوم العالمي للغة العربية 
شارك في مؤتمرات الإعلام في دبي والمجلس الدولي للغة العربية عبر أبحاث سنوية 2011 .كما عرض برنامجه في اللغة العربية ضمن مؤتمر أكاديمي في نادي جامعة هارفرد بوسطن.عمل مدرّباً في معهد مي شدياق للإعلام على الأداء ومخارج الحروف ونشرات الأخبار، وفي مؤسسة «بتلعربية للغة والتحديث» حيث مثّلها للتدريب على اللغة وإجراء اختبارات لمدرَّبين، كما درّب في عدد من المحطات الإعلامية حيث أجرى دورات للمذيعين والمذيعات فيها (تلفزيون لبنان- صوت لبنان- تيلي لوميير - قناة السومرية العراقية -تلفزيون المملكة في السعودية)

## في الكتابة
عام 2018 أطلق كتابه «توالي الحبر»، الصادر عن دار الإبداع - الحرف الذهبي